# Isländische Badminton-Mannschaftsmeisterschaft 2009
Die Isländische Badminton-Mannschaftsmeisterschaft 2009 fand vom 30. Januar bis zum 1. Februar 2009 statt. Meister wurde das Team von Tennis- og Badmintonfélag Reykjavíkur.

## Vorrunde
| Platz | Team                                    | Punkte | Spiele | G  | U | V  | Spielpunkte |   |    | Sätze |   |    | Bälle |   |     |
| ----- | --------------------------------------- | ------ | ------ | -- | - | -- | ----------- | - | -- | ----- | - | -- | ----- | - | --- |
| 1     | Tennis- og Badmintonfélag Reykjavíkur X | 4      | 3      | 14 | 0 | 10 | 14          | - | 10 | 25    | - | 20 | 844   | - | 761 |
| 2     | Tennis- og Badmintonfélag Reykjavíkur Z | 4      | 3      | 14 | 0 | 10 | 14          | - | 10 | 29    | - | 20 | 901   | - | 831 |
| 3     | Tennis- og Badmintonfélag Reykjavíkur Y | 4      | 3      | 14 | 0 | 10 | 14          | - | 10 | 31    | - | 23 | 981   | - | 934 |
| 4     | BH-ÍA                                   | 0      | 3      | 6  | 0 | 18 | 6           | - | 18 | 15    | - | 37 | 797   | - | 997 |

## Endspiel
- TBR Y - TBR X: 5:3